# Маричини езера (резерват)
„Маричини езера“ е бивш природен резерват в Рила планина, България. След създаването на 24 февруари 1992 г. на по-големия Централен рилски резерват резерват „Маричини езера“ става част от него.

## Основаване
Обявен е за резерват със Заповед № 2245 от 30 ноември 1956 година на Главното управление на горите. Площта му е разширена на 1510 хектара със Заповед №2319 от 14 ноември 1961 година на същото управление.

## Местонахождение
Резерватът е разположен между две главни била на Рила от запад и от юг, по които се намират най-високите му върхове. На север и североизток граничи с Кайзеровия път, който някога трябвало да свърже курорта Боровец с долината на река Места.
Той обхваща най-високите части на Източна Рила. На територията му се намира изворната част на река Марица. Част от резервата са върховете Мусала, Манчо, Студенец, и Близнаците, които са едни от най-високите върхове в планината. Името на резервата идва от двете езера, които се намират под върховете Маришки чал и Манчо.

## Флора
Въпреки голямата територия, която резерватът заема, горите обхващат едва около 100 хектара. На територията на резервата се намират някои от най-големите находища на рилска иглика (Primula deorum) в България.

## Фауна
Резерватът дава убежище на няколко редки вида животни. Срещат се диви кози, а във високите части на Маричини езера могат да се наблюдават няколко вида орли.
Резерватът предлага разнообразие от релефни форми. Това се дължи на голямата надморската височина (над 2700 м) и на голямата разлика във височините на различните части от резервата.